# Флавій Аблабій
Флавій Аблабій (лат. Flavius Ablabius) — державний діяч Римської імперії першої половини IV століття, консул 331 року.

## Походження та ранні роки життя
Аблабій був греком з острова Крит і людиною незнатного походження. Коли його мати була вагітна ним, вона нібито отримала пророцтво від єгипетського астролога (Єгипет на той час був провінцією Римсської імперії). Пророцтво казало, що вона ледве не виношує імператора.
Його дата народження невідома, особа його батька нічого не лишила в історії, і невідомо, чи є у нього будь-які відомі брати чи сестери, або інші родичі. Так само мало відомо про його раннє життя. Флавій Аблабій не був ані аристократичного, ані сенаторського походження.
Відсутність інформації робить свідчення про його дитинство дуже бідним.
Він був язичником від самого народження, проте перейшов пізніше у християнство. Флавій Аблабій зміг стати одним із чиновників римського губернатора Криту. Згодом він покинув Крит і відправився до Константинополя для того, щоб творити свою долю самостійно.

## Костянтин I і його сім'я

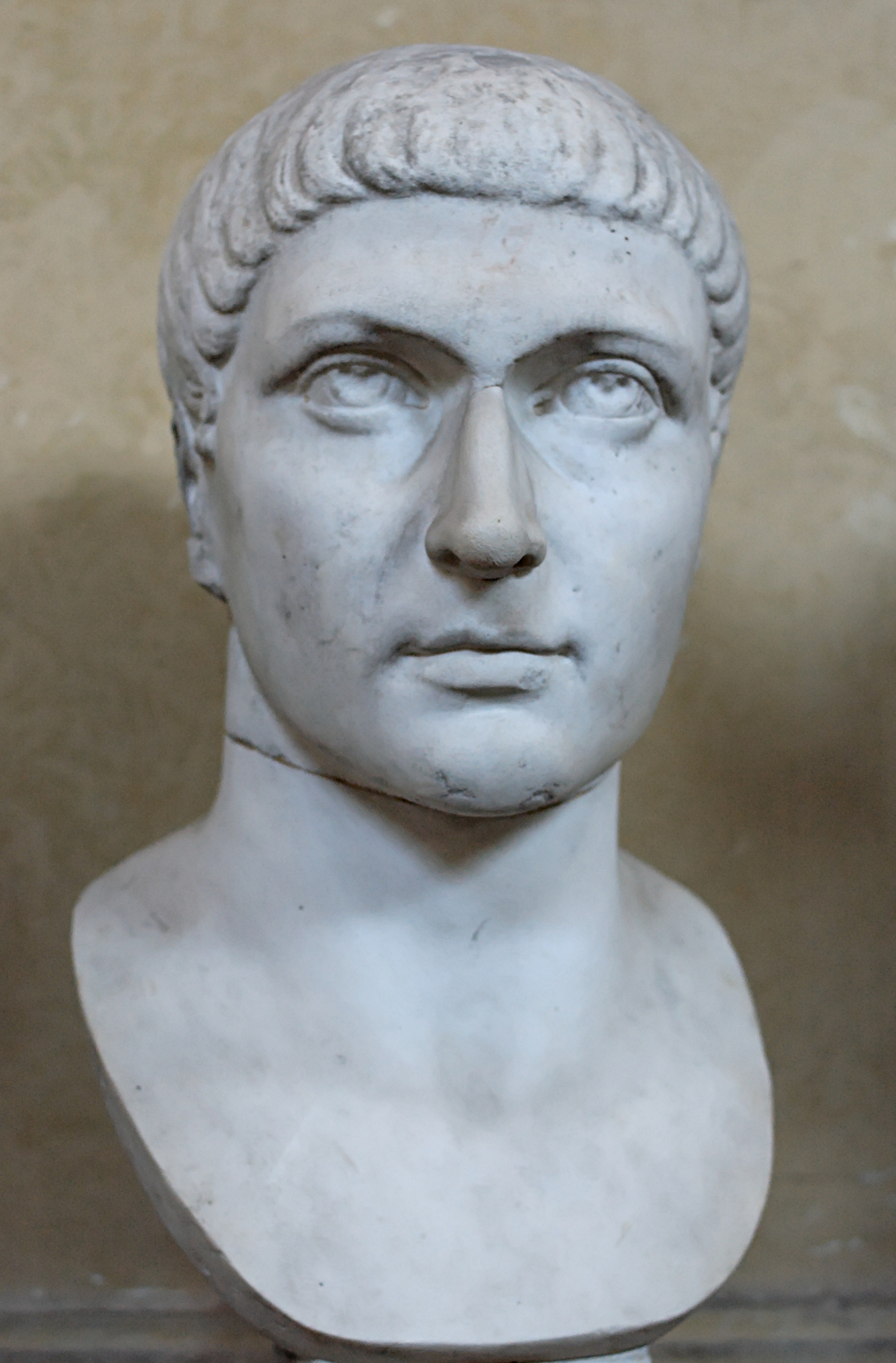
Костянтин І Великий

Після прибуття до Константинополя Флавій Аблабій волею випадку отримав значний вплив на римського імператора Костянтин I. Це дозволило йому стати одним з найважливіших римських сенаторів Константинополя.
Флавій Аблабій служив вікарієм у діоцезі Азії, займав посаду префекта преторія Сходу з 329 до 337/338 і служив римським консулом в 331. Він був активним як на Сході, так і на Заході Римської імперії. Впродовж своєї кар'єри перебував у Антіохії.
Через своє провінційне походження Флавій Аблабій здавався прикріпленим до Костянтина I, що робило його одним з небагатьох східняків, які займали високі посади по всій Римській імперії.
Флавій Аблабія одного разу зміг переконати Костянтина I, що відсутність поставок зерна до Константинополя була спричинена магічним мистецтвом мудреця-язичника, Сопатра Апамейського, який заговорив імператора та Флавія на розпусну поведінку. Костянтин І послухався поради Флавій Аблабія і убив чаклуна. У 333 Костянтин I звернувся з листом до Флавія Аблабія, в якому ухвалив, що кожна зі сторін у судовому процесі може звернутися до суду єпископа. Цей лист зберігся до наших днів.
У 336 році Костянтин I замовив гравіювання грецького напису на п'єдесталі статуї, яка символізувала собою Антіохію. На тому пам'ятнику були зазначені імена Флавія Аблабія та інших сенаторів, як: Лусіус Папіус Пакаціан, Валерій Фелікс, Анній Тіберіанус та НесторійТімоніанус. Костянтин I також призначив Флавія Аблабія вихователем і наставником для свого сина Констанція II.
Коли Костянтин I помер у травні 337, Констанцій II став його наступником. Пізніше, у 337 році Флавій Аблабій підтримав Афанасія Олександрійського, Нікейського, єпископа Олександрійського, який мав серйозних ворогів при дворі Констанція II. Через підтримку Флавієм Афанасія Констанцій II відлучив його від імператорського двору, і Флавій Аблабій вирушив до свого маєтку у Віфінії. У 338 Констанцій II засудив Флавія Аблабія до смерті, помилково звинувачуючи його в намірі узурпувати трон; його було страчено перед власним будинком. Його будинок в Константинополі пізніше належав імператриці Галлі Плацидії.

## Родина
Флавій Аблабій одружився із неназваною дворянкою, з якою мав двох відомих дітей:
- Дочка Олімпіада Старша[4]
- Син Селевк, що дав подальших нащадків[5]
- Внучка Діаконісса Олімпіада